# WU LYF
WU LYF (расшифровывается как World Unite! Lucifer Youth Foundation) — британский музыкальный коллектив, образованный в Манчестере в 2008 году и получивший известность благодаря тому, что создавал вокруг себя ореол таинственности, отказываясь давать интервью и предоставлять информацию прессе. В 2010 году WU LYF заняли третье место в списке 50 лучших молодых групп по версии New Musical Express. Дебютный альбом Go Tell Fire to the Mountain, который группа спродюсировала и выпустила самостоятельно 13 июня 2011 года, получил высокие оценки от таких изданий, как NME и Pitchfork Media.
24 ноября 2012 года группа прекратила существование: в этот день на YouTube появился трек «Triumph», а вместе с ним — обращение фронтмена Эллери Робертса, в котором он заявил, что «WU LYF мертва для меня». Эванс Кейти и Джо Маннинг основали группу Los Porcos.

## Состав
- Эллери Робертс (Ellery Roberts) — вокал, клавишные
- Том Мак-Кланг (Tom McClung) — бас-гитара
- Эванс Кейти (Evans Kati) — гитара
- Джо Маннинг (Joe Manning) — ударные

## Дискография

### Синглы
- «Heavy Pop» / «Concrete Gold» (12-дюймовый сингл, 2010)[8]
- «Dirt» (7-дюймовый сингл, 2011)[9]
- «We Bros» (12-дюймовый сингл, 2011)[10]

### Альбомы
- Go Tell Fire to the Mountain (13 июня 2011)[11] (№ 98 в Великобритании)[12]

## Награды
- Q Awards: «Лучший новый артист»[13]